# Niszibiszi Szent Jakab
Niszibiszi Szent Jakab (ógörögül: Ιάκωβος ο Νισιβηνός, latinul: Jacobus, szírül ܝܥܩܘܒ ܢܨܝܒܢܝܐ, Yaʿqôḇ Nṣîḇnāyâ), (kb. 270 – 337. július 15.) szír remete, Niszibisz püspöke.

## Élete
Jakab fiatalkora nemigen ismert. Az viszont tény, hogy amikor 300/308 körül Niszibisz (ma Nusaybin, Törökország) püspöke lett, már hosszú remete élet állt mögötte. Lehetséges, hogy ő alapította a híres niszbiszi iskolát. 325-ben jelen volt a Niceai zsinaton, – Alexandriai Szent Atanáz szerint – az Arius ellen legkeményebben küzdők egyikeként. Egy hagyomány szerint Jakab kísérője a zsinatra Szír Szent Efrém volt. Halála előtt nem sokkal a perzsa II. Sápur király megtámadta Niszibiszt. Az idős püspök bátorította a híveket a város védelmére, mire hirtelen darázs-felhő lepte el és szórta szét az ellenséget. Bár Jakab még ebben az évben meghalt, Niszbiszt csak 30 év múlva tudták elfoglalni a perzsák. Tekintélyére jellemző, hogy bár nem szenvedett vértanúságot, neve mégis szerepel egy 411-ben összeállított Martirologiumban.

## Utóélete

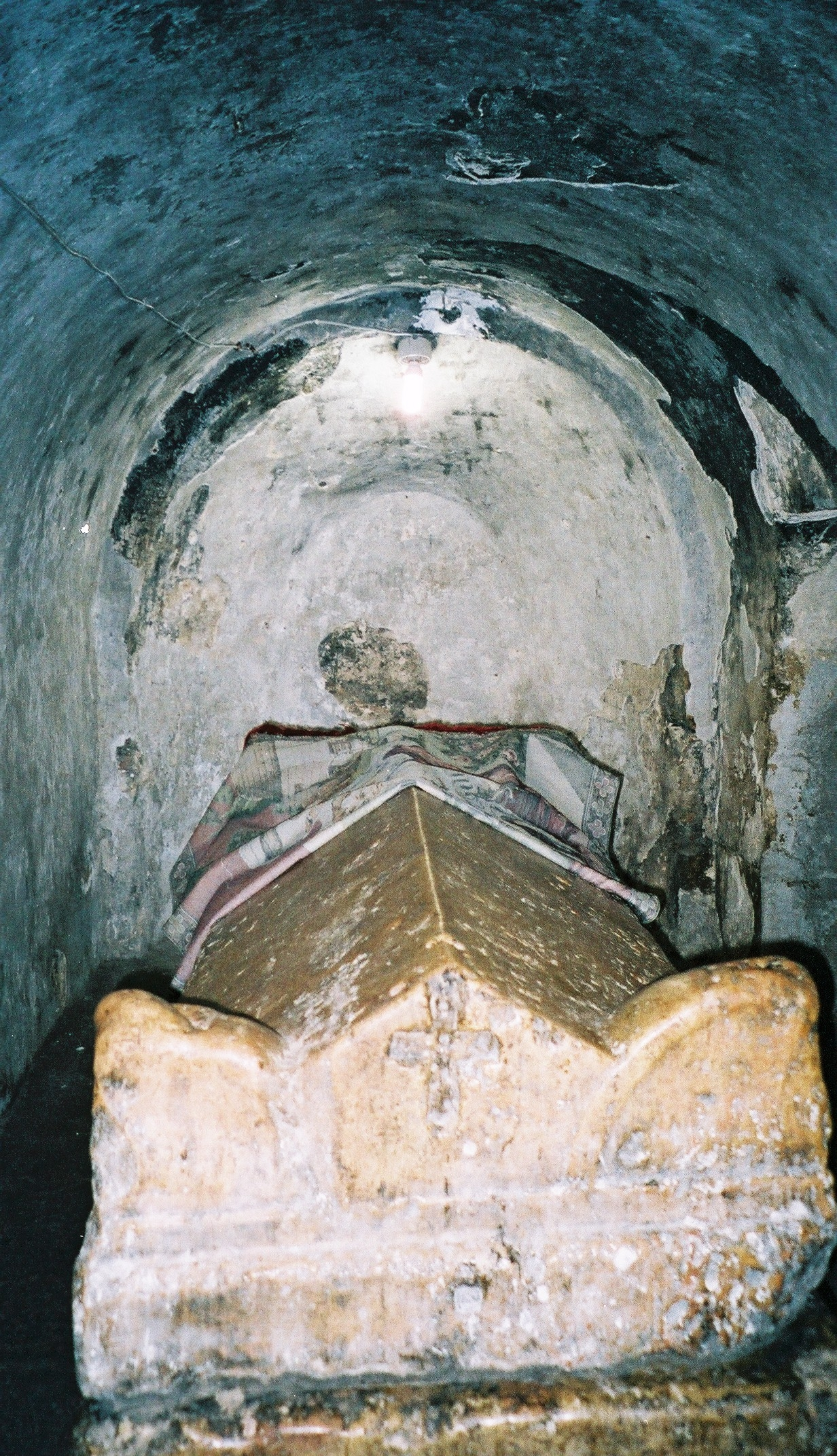
Niszbiszi Szent Jakab sírja

Theodorétosz (†458) Historia religiosa c. művében Jakabot, mint anakhorétát jellemzi. Hozzá hasonlóan, Szír Szent Efrém is aszkétaként említi, 358-ban írott himnuszaiban pedig dicséri Jakab önmegtagadását. A Theodorétosz előtti bizánci Faustus Historia Armeniae c. munkájában a sivatagos, hegyes vidéket kedvelő remeteként jelenik meg Jakab.  
Megvilágosító Szent Gergellyel való állítólagos kapcsolata miatt nagy tiszteletnek örvend – a szír mellett – az örmény egyházban is.